# 미수론
미수론이란 범죄가 기수에 이르지 못한 단계의 행위를 다루는 형법의 한 부분이다.

## 예비, 음모와 미수의 가벌성 근거
대한민국 형법은 각칙의 개별규정들에서 미수와 예비, 음모에 대한 처벌조항을 규정하고 있다. 하지만 입법론적으로 살펴볼 때 미수 및 예비, 음모는 범죄의 객관적 요건을 탈락하는 것이기 때문에 그 가벌성을 근거지우는 작업은 그리 간단하게 행해지지 않는다. 그리하여 동 작업과 관련하여 여러 관점이 제시되었는데 이는 다음과 같다.

### 위험설(객관설)
객관주의적 관점에서 제시되는 견해이다.

## 미수의 유형
통상 미수는 장애미수, 중지미수, 불능미수의 3가지가 있다.

## 같이 보기
- 미수범

## 참고 문헌
- 손동권, 『체계적 형법연습』, 율곡출판사, 2005. (ISBN 8985177915)